# Gabriele Manthoné
Gabriele Manthoné (Pescara, 23 ottobre 1764 – Napoli, 24 settembre 1799) è stato un generale e patriota italiano, protagonista della Repubblica Napoletana (anche detta Partenopea), del cui governo provvisorio fu membro.

## Biografia
Figlio di un Savoiardo, Cesare de Manthoné, aiutante maggiore nel presidio della fortezza di Pescara, e di Maria Teresa Fernandez d'Espinosa, figlia di Don Gioacchino Fernandez d'Espinosa, Governatore della Fortezza, e di Donna Bernarda Carascon. 
Nel 1776  fu ammesso come cadetto nel Reggimento Borgogna e successivamente studiò le armi dotte nell'Accademia militare della Nunziatella di Napoli, da dove uscì a vent'anni con il grado di Alfiere. Era ufficiale delle artiglierie nel 1787, capitano tenente nel 1789, e capitano comandante nel 1798, dopo aver presieduto alla Real Fabbrica d'Armi di Torre Annunziata.

Atto Vannucci descrive Gabriele Manthoné come 

### Al servizio della Repubblica Partenopea
Nella Repubblica Partenopea fu membro del governo provvisorio con il difficile incarico di occuparsi della  riorganizzazione di un esercito efficiente. A tal fine, riorganizzò la guardia nazionale nominando anche dei nuovi comandanti.
Manthoné dapprima, sbagliando, tenne in poco conto il cardinale Fabrizio Ruffo —il quale aveva costituito un esercito reazionario (Esercito della Santa Fede)— e non provvide a contrastarlo; ma quando vide che il Cardinale avanzava incontrastato alla volta di Napoli, tentò di ricorrere al popolo per un massiccio reclutamento: in particolare, propose con decreto che alle madri "private dei figli per la libertà"  si dessero stipendi lauti e onorificenze.

L'iniziativa non ebbe grande riscontro. Manthoné, scrive il Vannucci, 
Nel tentativo di evitare la imminente sconfitta, il Manthoné propose una sortita notturna per liberare parecchie migliaia di Repubblicani tenuti in prigione, e quindi marciare con essi su Capua e Gaeta. Così 5000 Francesi e circa 15.000 Repubblicani, riunendosi ai patrioti di Roma e alle guarnigioni delle altre province d'Italia, avrebbero provveduto a sé stessi e alla Repubblica. Il progetto non ebbe l'approvazione degli altri, che inorridivano al pensiero di lasciare la città in balia delle feroci orde del Ruffo, e dall'altro canto speravano dal nemico patti onorati. Anche a causa del tradimento delle promesse dell'ammiraglio Horatio Nelson, e dello stesso cardinale Ruffo, i paventati accordi non furono rispettati e si arrivò alla fine della Repubblica.

### La morte
Gabriele Manthoné fu condannato a morte. Sulla sua esecuzione avanza un documento che il Vannucci legge così: 
Il comune di Pescara gli ha dedicato il corso omonimo nel quartiere Pescara Vecchia e nel 1949, volendo celebrare i protagonisti della sua storia, fece realizzare nell'attuale piazza Alessandrini un monumento a Gabriele Manthonè ed Ettore Carafa, conte di Ruvo.